# Đình Tân Ngãi

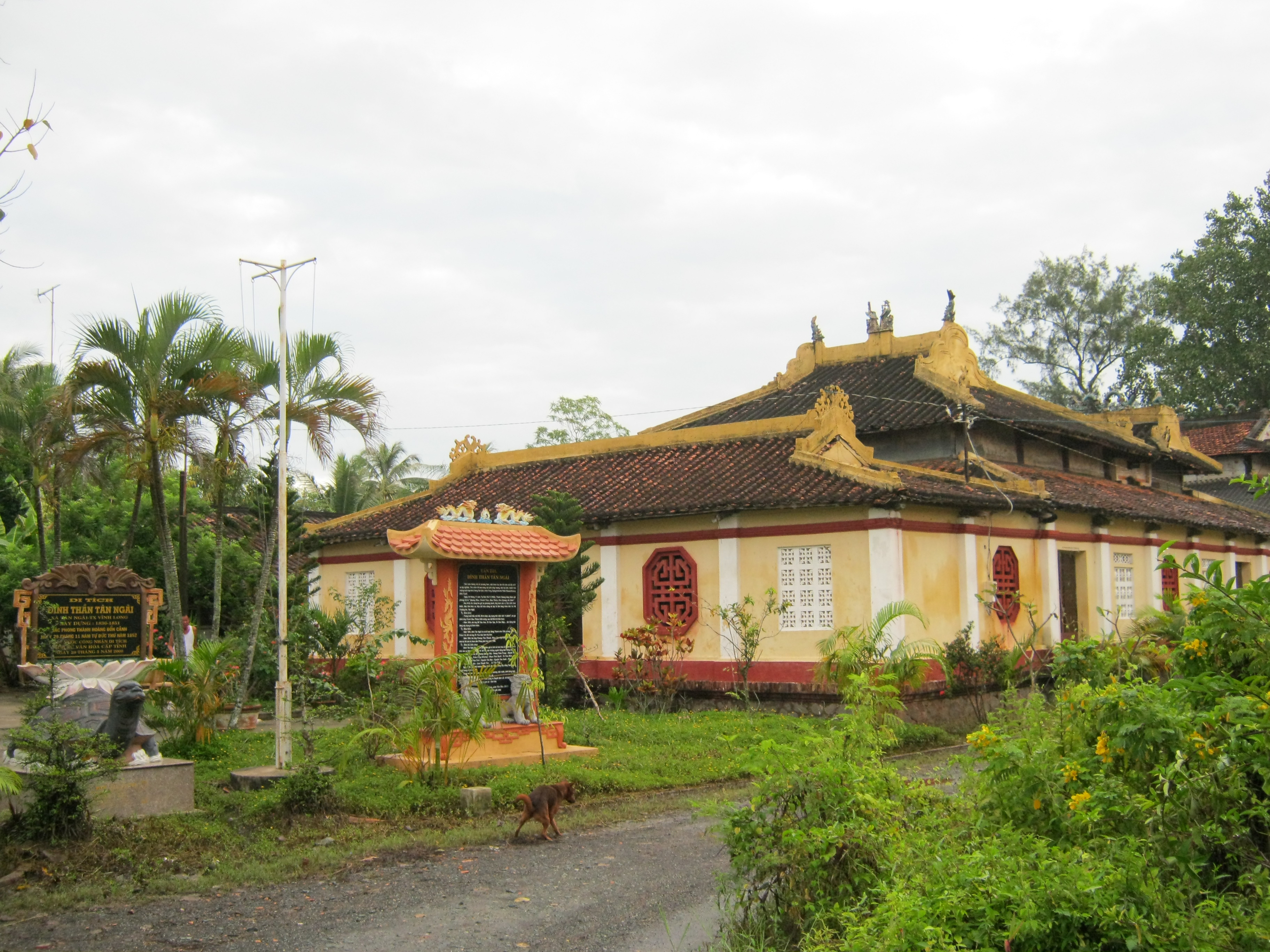
Đình Tân Ngãi

Đình Tân Ngãi, tên chữ là Tân Ngãi đình, tọa lạc tại ấp Tân Xuân (ở gần chợ Trường An và cầu Cái Côn trên Quốc lộ 1, đoạn từ cầu Mỹ Thuận đi đến thành phố Vĩnh Long), xã Tân Ngãi, thành phố Vĩnh Long, tỉnh Vĩnh Long (Việt Nam). Ngày 28 tháng 5 năm 2008, ngôi đình này đã được Chính quyền tỉnh Vĩnh Long công nhận là di tích lịch sử-văn hóa cấp tỉnh .

## Lịch sử
Ở khoảng giữa thế kỷ 18, trên bước đường mở cõi phương Nam, một nhóm lưu dân Việt đã chọn nơi đây để sinh cơ lập nghiệp. Sau nhiều năm ra sức khai hoang, họ lập nên hai làng là Tân Sơn và Vĩnh Tòng (đến giữa thế kỷ 19, thì sáp nhập thành làng Tân Ngãi ngày nay), rồi dựng đình thờ thần Thành hoàng Bổn cảnh vào khoảng năm 1836. Buổi đầu, đình được dựng lên đơn sơ bằng cây lá, trên một diện tích rộng 11.000m², do ông Trịnh Đạo Thiện hiến cúng. Sau đó, đình bị hỏa hoạn.
Năm 1836, các ông là Đỗ Văn Sơn, Tô Văn Vận, Tô Văn Hiệp,...đã vận động dân làng xây dựng lại ngôi đình. Lần này đình được tái lập quy mô bằng gạch ngói, song vì nhiều nguyên nhân, mãi đến năm 1851 mới hoàn thành.
Ngày 19 tháng 11 năm Tự Đức thứ năm (1852), Thần hoàng đình Tân Ngãi được triều đình Huế cấp sắc là: Bổn cảnh Thành Hoàng chi Thần, kèm theo mỹ tự là: Quảng hậu, Chánh trực, Hựu thiện, Đôn ngưng chi Thần.
Từ năm 1914 đến năm 1918, vì trường làng bị hư hỏng, dãy nhà trù (nhà bếp) gồm 6 căn của đình biến thành trường học.
Năm 1945, đình Tân Ngãi là cơ sở hoạt động của tổ chức Thanh niên Tiền phong do ông Trần Chí Đề (Quản Đề) và ông Tô Văn Đạt làm thủ lĩnh.
Năm 1946, dãy nhà trù của đình bị quân Pháp càn vào tháo gỡ, lấy vật liệu xây cất chợ Trường An, mãi đến năm 1954 mới được hai ông là Trương Văn Thành (Đốc phủ Thành) và Phạm Văn Ngà (Hội đồng Ngà) đứng ra dựng lại.
Năm 1970, ông Dương Toàn Trung (Tám Tốt) cùng ông Trần Chí Đề vận động dân làng xây cất võ ca, để biểu diễn hát bội trong những kỳ lễ hội.
Năm 1976, hai bên sân khấu trong võ ca được sử dụng làm hai phòng học mẫu giáo. 
Năm 1977, chính quyền xã Tân Ngãi trưng dụng toàn bộ ngôi đình làm cơ quan và kho lúa của Sở Lương thực tỉnh Cửu Long (nay là tỉnh Vĩnh Long), mãi đến ngày 10 tháng 4 năm 1990, mới giao trả lại cho nhân dân làm nơi thờ tự.
Từ đó đến nay đình Tân Ngãi đã trải qua các lần tu bổ: Dựng cổng Tam quan (1993), chống dột (1998), làm hàng rào và sửa võ ca (2001), thay 8 bộ cửa gỗ bằng cửa sắt (2004), cải tạo sân đình (2005), sửa sân khấu trong võ ca (2006), dựng bia đình thần Tân Ngãi (2011)...
Tổng diện tích đất đình hiện nay là 4.777,6m², tổng diện tích xây dựng là 839,61m², riêng ngôi đình chiếm 610,6m². 

## Kiến trúc

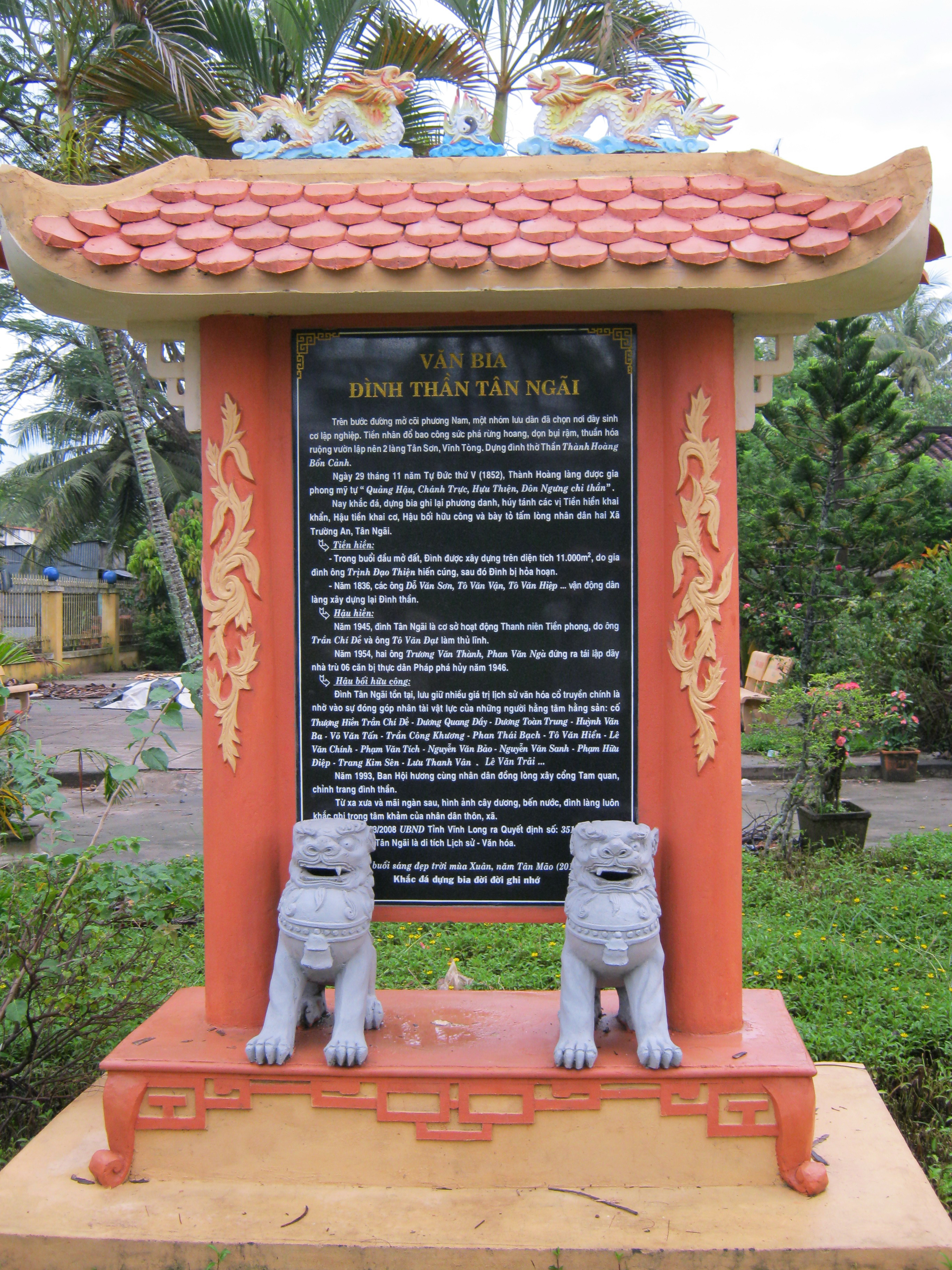
Bia đình Tân Ngãi dựng năm 2011

Đình Tân Ngãi là một công trình kiến trúc nghệ thuật, mang dáng dấp chung của các ngôi đình làng ở Nam Bộ. Đình tọa lạc trong một khuôn viên rộng có nhiều cây cổ thụ và cây kiểng. Mặt tiền của đình hướng ra sông Cái Côn.
Ngôi đình xây dựng theo kiểu xếp đọi, gồm một quần thể với các gian nhà nối liền nhau. Mái đình lợp ngói âm dương. Trên từng đỉnh nóc được trang trí nhiều hoa văn đẹp như: "Cá hóa long", "Lưỡng long chầu nguyệt", "chim phụng", "lân"...bằng sành. Nền đình ốp đá xanh cao ráo, vững chãi.
Ngôi đình gồm 4 gian là võ ca, võ quy, chánh điện và nhà thính. Bên phải trước đình có miếu thờ Bạch Mã Thái Giám . Bên trái trước đình có miếu thờ Ngũ Hành Nương Nương. Hông bên trái đình là dãy nhà trù gồm 06 gian.
Nội thất ngôi đình được xây dựng bởi một hệ thống các gian nhà nối liền nhau, có nhiều cột tròn bằng danh mộc. Đặc biệt, để mở rộng diện tích nên trong kết cấu bộ khung sườn được thực hiện bằng loại kèo đấm, kèo quyết vươn ra bốn hướng của từng gian. Trên các vì kèo, xuyên, trính (nhất là gian chính điện và võ qui), được điêu khắc hoa văn "mai, lan, cúc, trúc", "bát bửu", "dây lá", "chữ triện",...Đầu kèo có hoa văn mây, đầu rồng,... Ngoài ra, trong nội thất đình còn được bày trí nhiều hiện vật như hoành phi, câu đối, bao lam, nghi thờ,...được chạm khắc tinh xảo, có niên đại ở thế kỷ 19 và đầu thế kỷ 20.

## Thờ cúng
Trong đình Tân Ngãi, vị thần được thờ chính là Thành hoàng Bổn cảnh. Ngoài ra, ở đây còn có các bàn thờ Tả ban, Hữu ban, Thần Tài, Thổ Địa, Tiền Hiền, Hậu Hiền, và các anh hùng liệt sĩ. 
Hàng năm đình có hai lễ cúng lớn là:
- Lễ Hạ điền-Kỳ yên vào ngày 16, 17 tháng 3 âm lịch.
- Lễ Thượng điền vào ngày 16, 17 tháng 10 âm lịch.